# Anton Webern
Anton Friedrich Wilhelm (von) Webern (Viena, 3 de diciembre de 1883-Mittersill, Salzburgo; 15 de septiembre de 1945) fue un compositor austríaco.
Fue miembro de la llamada Segunda Escuela de Viena. Como estudiante y brillante seguidor de Arnold Schoenberg, es uno de los más conocidos exponentes del dodecafonismo; además, sus innovaciones referentes a la organización sistemática de altura, ritmo y dinámica fueron decisivas para el estilo musical conocido más tarde como serialismo.

## Biografía

### Inicios
Webern nació en Viena, Austria, y fue bautizado Anton Friedrich Wilhelm von Webern. Siempre prescindió de sus nombres intermedios, y dejó de utilizar el von en 1918. Después de pasar buena parte de su juventud en Graz y Klagenfurt, Webern ingresó en la Universidad de Viena en 1902. Estudió musicología con Guido Adler, y presentó una tesis sobre los Choralis Constantinus del compositor renacentista Heinrich Isaac. Este interés por la música antigua influiría mucho en su técnica compositiva años más tarde.

### La Segunda Escuela de Viena
Estudió composición con Arnold Schönberg, al graduarse escribió su Passacaglia, Op. 1 en 1908. Conoció a Alban Berg, quien también era alumno de Schönberg, y estas dos amistades serían las más importantes de su vida al marcar decisivamente su camino musical. Después de finalizados sus estudios, tomó puestos de dirección musical en los teatros de Ischl, Teplitz, Dánzig, Stettin y Praga antes de regresar a Viena. Ahí ayudó a sacar adelante la Sociedad para Ejecuciones Musicales Privadas que dirigía Schönberg y dirigir la Orquesta Sinfónica de Trabajadores de Viena desde 1922 hasta 1934. Webern había trabajado estrechamente con la rama cultural del Partido Socialdemócrata Austríaco (dirigiendo agrupaciones musicales obreras) hasta que dicho partido fuera prohibido en 1934 por el régimen austrofascista de Kurt Schuschnigg.

### Durante el nazismo
La música de Webern fue denunciada como "bolchevismo cultural" cuando el Partido Nazi triunfó en Austria en 1938. Por lo tanto, tuvo dificultades para trabajar, y tomó un puesto como editor y corrector para la editorial que publicaba su música, Universal Edition. Webern dejó Viena en 1945 y se fue a Mittersill en Salzburgo, pensando estar más seguro ahí. 

### Muerte en Austria
Webern fue asesinado en su casa el 15 de septiembre de 1945, durante la ocupación aliada de Austria. Fue herido mortalmente por un soldado del ejército estadounidense, mientras detenían a su yerno, ya que este fue relacionado con actividades dentro del mercado negro. El soldado responsable de su muerte era el cocinero Raymond Norwood Bell de Carolina del Norte, quien acabó muriendo en 1955 a causa del remordimiento y el posterior alcoholismo al que se enfrentó por matar al compositor.

## La música de Webern
Condenado al fracaso total en un mundo sordo de ignorancia e indiferencia, inexorablemente continuó puliendo sus diamantes, sus impresionantes diamantes, de cuyas minas tenía un perfecto conocimiento.
 Ígor Stravinski

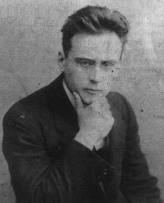
Anton Webern a los 29 años (en 1912).

Webern no fue un compositor prolífico; solo treinta y una de sus composiciones fueron publicadas durante su vida, y cuando Pierre Boulez dirigió un proyecto para grabar todas sus obras, incluyendo aquellas sin número de opus, el resultado final solo ocupó seis CD. Sin embargo, su influencia sobre los compositores posteriores, y particularmente sobre la vanguardia de la posguerra, es muy conocida e inmensa. Sus obras de madurez, usando el dodecafonismo de Arnold Schönberg, tienen una claridad de textura y una densidad emocional que influyó profundamente a compositores como Pierre Boulez y Karlheinz Stockhausen.

### Características
Como en la mayoría de los compositores, la música de Webern cambió a través del tiempo. Sin embargo, se distingue por sus texturas muy espartanas, en las cuales cada nota puede ser claramente oída; escogiendo con cuidado los timbres, da instrucciones muy detalladas para los ejecutantes y usa técnicas instrumentales extendidas (flatterzunge/frullato, col legno entre otras); tiene saltos melódicos frecuentes sobre intervalos de segunda menor, séptima mayor y novena menor; y son generalmente muy breves: las Seis Bagatelas para cuarteto de cuerdas (1913), por ejemplo, dura cerca de tres minutos en total.
Las obras muy tempranas de Webern son de un estilo postromántico. No fueron publicadas mientras vivió. Estas incluyen el poema sinfónico orquestal Im Sommerwind (1904) y el Langsamer Satz (1905) para cuarteto de cuerda.

### Armonía
La obra con la que Webern finalizó sus estudios fue la Passacaglia para orquesta (1908). Armónicamente hablando, es todavía conservadora respecto del Schönberg de la Kammersymphonie o el Salomé de Strauss. La orquestación es, sin embargo, muy personal. Empero, tiene poca relación con las obras de madurez por las que es conocido hoy día. Un elemento distintivo es la forma musical elegida: la passacaglia es una forma que data del siglo XVII, y una característica distinguida de las obras posteriores de Webern fue el uso de técnicas compositivas tradicionales (especialmente el canon) y formas tradicionales (la Sinfonía, el Trío de Cuerdas, las Variaciones para piano) en un lenguaje armónico y melódico mucho más moderno.
Por varios años, Webern escribió piezas en la llamada atonalidad libre, siguiendo el estilo de las primeras obras atonales de Schönberg. En las Drei Volkstexte für Singstimme und drei Instrumente op. 17 (1924) empleó por primera vez el serialismo de Schönberg, y todas sus obras posteriores usaron la misma técnica. El Trío de cuerdas op. 20 (1927) fue su primera obra instrumental que uso la técnica serial (las anteriores eran canciones) y la primera en usar una forma musical tradicional.
Las series dodecafónicas de Webern están construidas de forma muy rigurosa. Casi siempre respeta la división hexacordal propuesta por Schönberg. A menudo son series que coinciden con alguna transposición de su retrogradación o de su retrogradación invertida. Otras veces están formadas por tres grupos de cuatro notas o cuatro grupos de tres con similar contenido interválico o melódico, lo que produce una invariación. Esto da a la obra de Webern una gran unidad motívica. Sin llegar a practicar un serialismo integral completo, sí emplea con frecuencia series rítmicas, aunque no de doce valores, generalmente de cuatro. Solo alguna vez se puede observar una organización rítmica derivada de la serie melódica. Otro rasgo típico de su música es su técnica de dar cada dos, tres o cuatro notas de una simple línea melódica a instrumentos distintos, a esto lo denominó Schönberg Klangfarbenmelodie o melodía de timbres.
Las últimas obras de Webern parecen indicar un nuevo desarrollo en su estilo. Las dos últimas Cantatas op. 29 y 31, y las Variationen op. 30 usan grupos instrumentales más grandes que sus obras anteriores, son más largas y muestran texturas más densas. Su muerte después de finalizar su Cantata No. 2 de 1943 impidió la evolución futura de este estilo.

## Lista de obras

### Obras con número de opus
Las obras con número de opus son aquellas que Webern vio publicadas durante su vida, más unas pocas obras publicadas después de su muerte. Estas constituyen el corpus principal de su obra, además de varias de sus obras juveniles y unas pocas obras de madurez que no tienen número de opus son ocasionalmente interpretadas en la actualidad.
- Op. 1, Passacaglia, para orquesta (1908)
- Op. 2, Entflieht auf Leichten Kähnen, para coro a cappella (1908)
- Op. 3, Cinco lieder del «Der Siebente Ring», para voz y piano (1907-1908)
- Op. 4, Cinco lieder sobre poemas de Stefan George, para voz y piano (1908-1909)
- Op. 5, Cinco movimientos para cuarteto de cuerdas (1909)
- Op. 6, Seis piezas para gran orquesta (1909-1910, revisadas en 1928)
- Op. 7, Cuatro piezas para violín y piano (1910)
- Op. 8, Dos lieder sobre poemas de Rainer Maria Rilke, para voz y piano (1910)
- Op. 9, Seis bagatelas para cuarteto de cuerdas (1913)
- Op. 10, Cinco piezas para orquesta (1911-1913)
- Op. 11, Tres pequeñas piezas para chelo y piano (1914)
- Op. 12, Cuatro lieder para voz y piano (1915-1917)
- Op. 13, Cuatro lieder para voz y piano (1914-1918)
- Op. 14, Seis lieder para voz, clarinete, clarinete bajo, violín y chelo (1917-1921)
- Op. 15, Cinco canciones sacras para voz y pequeño conjunto (1917-1922)
- Op. 16, Cinco cánones sobre textos en latín para soprano, clarinete y clarinete bajo (1923-1924)
- Op. 17, Tres rimas tradicionales para voz, violín (también viola), clarinete y clarinete bajo (1924)
- Op. 18, Tres lieder para voz, clarinete y guitarra en mi bemol (1925)
- Op. 19, Dos lieder para coro mixto, celesta, guitarra, violín, clarinete y clarinete bajo (1926)
- Op. 20, Trío de cuerdas (1927)
- Op. 21, Sinfonía (1928)
- Op. 22, Cuarteto para violín, clarinete, saxofón tenor y piano (1928-1930)
- Op. 23, Tres canciones del Viae inviae de Hildegard Jone para voz y piano (1934)
- Op. 24, Concierto para flauta, oboe, clarinete, corno, trompeta, trombón violín, viola y piano (1934)
- Op. 25, Tres lieder sobre textos de Hildegard Jone para voz y piano (1934-1935)
- Op. 26, Das Augenlicht sobre un texto de Hildegard Jone para coro mixto y orquesta (1935)
- Op. 27, Variaciones para piano solo (1936). Ejemplo de los primeros compases (en formato ogg, 19 segundos, 85 KB).
- Op. 28, Cuarteto de cuerda (1937-1938). La serie dodecafónica de esta obra está basada en el motivo BACH.
- Op. 29, Cantata n.º 1 para soprano, coro mixto y orquesta (1938-1939)
- Op. 30, Variaciones para orquesta (1940)
- Op. 31, Cantata n.º 2 para soprano, bajo, coro y orquesta (1941-1943)

### Obras sin número de opus
- Dos piezas para violoncello y piano (1899)
- Tres poemas para voz y piano (1899-1903)
- Ocho canciones juveniles para voz y piano (1901-1904)
- Tres canciones de Avenarius para voz y piano (1903-1904)
- Im sommerwind, idilio para gran orquesta (1904)
- Langsamer satz para cuarteto de cuerdas (1905)
- Cuarteto de cuerdas (1905)
- Movimiento de sonata para piano (1906)
- Cinco canciones con texto de Dehmel para voz y piano (1906-1908)
- Quinteto para piano y cuerdas (1907)
- 5 piezas para orquesta (1913)
- Sonata para violonchelo y piano (1914)
- Pieza infantil (1924)
- Orquestación de 6 danzas alemanas de Franz Schubert (1931)
- Orquestación del ricercare de la Ofrenda musical, BWV 1079 de Johann Sebastian Bach (1935)